# Ангелина
Ангелина је женско име које се користи у многим земљама, али пре свега у Енглеској, Немачкој, Италији, Пољској и Русији. Облик је имена Ангела, потиче од грчке речи angelos, aggelos и означава „анђела“, а у пренесеном значењу, „божјег посланика“. На латинском је ово деминутив од Ангела, а и на италијанском означава „малог анђела“. У Православном календару се прославља Преподобна мајка Ангелина, деспотица српска, празнује се 30.07 по старом календару или 12.08. по новом календару. Сматра се да је у Србију уведено у 19. веку заједно са презименом Анђелковић.
Име се налази у Црквеном календару Српске православне цркве.

## Имендан
По два имендана се слави у Пољској (29. април и 15. јун) и Русији (14. јул и 23. децембар).

## Популарност
Ово име је увек било међу првих шестсто у периоду од 1990. до 2007. у САД. У Канади је од 1998. било међу првих сто, а од наредне године међу првих 80 све до 2007. године. Међу првих осамдесет је и у Аустралији од 2003. до 2007, а у Немачкој је 2007. и 2008. било међу првих четрдесет. У Србији је од 2003. до 2005. било на 89. месту, а популарно је и у другим земљама.

## Варијанте имена
Сродна имена су Ангел, Ангела и Ангелика.
У Србији су варијанте овог имена: Ангела, Анђелија, Анђелка (краће Анђа). Мушки облик имена је Анђелко.

## Изведена имена
Од овог имена изведена су имена Анђа, Анђел, Анђела, Анђелија, Анђелина, Анђелика, Анђелка, Анђелко, Гина, Ђеша, Ђина, Елида и Јагица.